# David Starr (luchador)
Max Barsky (Filadelfia, Pensilvania; 19 de febrero de 1991) es un luchador profesional judío-estadounidense conocido por su nombre en el ring como David Starr. Starr ha luchado para promociones tales como Combat Zone Wrestling, Evolve Wrestling, Progress Wrestling, Revolution Pro Wrestling, Westside Xtreme Wrestling, Ring of Honor, Total Nonstop Action Wrestling, y muchas otras más.

## Primeros años
Starr empezó en la lucha libre amateur ha la edad de 7 años. Continuó con la lucha libre en la secundaria en Abington High. Starr se graduó en 2009 y fue el tercero mejor de todos los tiempos con 92 victorias y se ubicó entre los 16 mejores en la National High School Coaches Association (NHSCA) entre las 149-157 libras. Se mudó a Elizabethtow Collage  antes de ser transferido a la West Chester University. Starr fue transferido nuevamente a Elizabethtown College antes de abandonarla en 2012. Fue clasificador nacional de la National Collegiate Wrestling Association (NCWA) en 157 libras.

## Carrera en la lucha libre profesional

### Circuito independiente (2012–presente)
David empezó a luchar profesionalmente en 2012 dónde debut+o en World Xtreme Wrestling. Su primera lucha fue contra Supreme Lee Great en febrero de 2012. El 2 de febrero de 2013, retó sin éxito a Tommy Suede por el WXW Ultimate Hybrid Championship.
El 10 de noviembre de 2016 en Revolution Pro Wrestling "Global Wars: Night One" en Londres, Inglaterra; Starr hizo equipo con Tyler Bate y Trent Siete perdiendo ante Evil, Tetsuya Naito, y Sanada. Evil consiguió hacer la cuenta de tres sobre Starr.
En julio de 2017, Starr derrotó a Bobby Fish para clasificar a la WCPW World Cup después de conectar a Fish con un Product Placement. Starr fue eliminado por Jay Letal.
Starr derrotó a Eddie Kingston en una lucha "I Quit" en AAW: Professional Wrestling Redefined's United We Stand en julio del 2017.
Starr derrotó a Mike Quackenbush luego de conectarlo con un lariat en Game Changer Wrestling's Joey Janela's Spring Break 2 el 6 de abril de 2018. El mismo día, Starr derrotó a Martin Stone en un evento de RevPro.

#### Combat Zone Wrestling (2013−presente)
El 12 de enero de 2013, Starr debutó para Combat Zone Wrestling en CZW Ascension. Más tarde ese año en CZW Night of Infamy 12 él desafió sin éxito al Campeón de televisión por cable de CZW. En CZW Best of The Best XIII The Juicy Product vencieron a OI4K en una lucha para determinar los retadores número uno por los Campeonato Mundial en Parejas de CZW. Más tarde ese mes The Juicy Product derrotaron a The Beaver Boys para capturar los CZW World Tag Team Championships por primera vez. The Juicy Product perdieron los títulos ante OI4K en CZW Deja Vu 2014. La noche de Night Of Infamy 2014, Starr perdió ante Drew Gulak. En 2016 en CZW Best of the Best, Starr llegó a la final sólo para perder ante Jonathan Gresham.
El 14 de abril de 2018; Starr participó en Best of the Best 17. Tanto Starr com Tessa Blanchard lograron avanzar hasta las semifinales después de que ambos aplicaran su llave de rendición contra Peter Avalon. Starr avanzó a la final después de derrotar a Blanchard y a Matt Riddle en una lucha de amenaza triple. Avanzó a la final y derrotó a Zachary Wentz para ganar el Best of the Best 17.

#### Beyond Wrestling (2013-presente)
Starr debutó para Beyond Wrestling en 2013, perdiendo ante Latin Dragon en una lucha de cuatro esquinas en el dark match en 2013 en Beyond Americana. Fue eliminado por Shane Strickland El 16 y 17 de noviembre, Starr luchó en el torneo Beyond Tournament For Tomorrow II. Perdió ante Christina Von Eerie en el bloque B la primera noche. Perdió contra John Silver en la segunda noche en una lucha fatal de cuatro esquinas en la cual también estaban incluidos Matthew Palmer y Rory Mondo.
El 28 de agosto de 2016, Starr derrotó a Eddie Edwards en Beyond Battle Of Who Could Care Less.
En Americanrana 2017, derrotó a Donovan Dijak.

#### Westside Xtreme Wrestling (2016–presente)
El 2 de octubre de 2016, Starr y Shane Strickland derrotaron a Zack Sabre Jr y Marty Scurll en la final de World Tag Team League 2016 para ganar los wXw World Tag Team Championship. El 18 de noviembre de 2016, Starr derrotó a Tyler Bate para coronarse como wXw Shotgun Champion. El 10 de diciembre, Starr derrotó a Chris Brookes para convertirse por segunda vez en Shotgun Champion.
El 10 de marzo de 2017, Starr entró en el 2017 16 Carat Gold Tournament. Esté fue eliminado en la primera ronda por WALTER. El 1 de julio, Starr derrotó a Angélico para ganar el Shotgun Championship por tercera vez.

#### Progress Wrestling (2019-presente)
En Super Strong Style 16 de Progress Wrestling, David Starr ganó el torneo SSS16 que tuvo lugar el 6 de mayo de 2019. En una promo previa al evento, llamó a Progress por su confianza en las superestrellas contratadas por la WWE, diciendo que perdieron su identidad como una empresa independiente de lucha libre. Debido a que ganó el torneo, recibirá una oprtunidad por el Campeonato Mundial Unificado de Progress contra WALTER de NXT UK. Starr capturó el Over The Top Wrestling World Championship de su antiguo rival y amigo Jordan Devlin el 26 de octubre en Dublín, Irlanda.

### World Wrestling Entertainment (2014)
En 2014, Starr compitió en una prueba para WWE en el WWE Performance Center.

### Ring of Honor (2016–2017)
El 9 de enero de 2016, Starr estuvo involucrado en un dark match el cual fue una lucha fatal de cuatro esquinas contra Leon St. Giovanni, Ken Phoenix, y Foxx Vinyer para calificar al ROH Top Prospect Tournament 2016 la cual ganóe St. Giovanni.
En una lucha para Ring of Honor grabada el 16 de julio de  2016; Starr estuvo en una lucha cuatro esquinas por eliminación contra Cheeseburger, Joey Daddiego, y Tim Hughes. Acabó sin resultado luego de que BJ Whitmer llamara a Punishment Martinez para que atacara a los cuatro participantes de la lucha.
Starr hizo su regreso a ROH el 23 de abril en un episodio de Ring of Honor Wrestling atacando al ganador del Top Prospect Tournament 2017 Josh Woods. La cuarta noche de ROH/NJPW War of the Worlds 2017 en Filadelfia, Pensilvania; Starr fue derrotado por Josh Woods. Más tarde ese mes, Starr continuaría perdiendo ante Woods.

### Total-Nonstop Action Wrestling (2016)
El 13-14 de julio, Starr hizo su debut en Total Nonstop Acction Wrestling en las grabaciones de One Night Only: X-Travaganza 2016. Starr fue uno de los cinco luchadores independientes que se enfrentaron a varias estrellas de la X Division. Starr perdió ante Suicide en una lucha de escaleras clasificaría para determinar el retador #1 por el Campeonato División X de Impact. Starr también fue uno de los 7 leñadores en la lucha inicial en la que Chuck Taylor derrotó a Rockstar Spud.

### National Wrestling Alliance
El 11 de febrero en una lucha para International Pro Wreslting: United Kingdom, Starr desafió a Nick Aldis por el Campeonato Mundial Peso Pesado de NWA.

## Vida personal
Starr rinde homenaje a su carrera amateur de lucha libre con un tatuaje del logotipo de la United States Wrestling en su muslo derecho. Los luchadores favoritos de Starr en su niñez fuero estrellas como "Superstar" Billy Graham, Ric Flair, Dusty Rhodes, Chris Jericho, Stone Cold Steve Austin, y The Rock. Fuera de la lucha, Starr también es un gran fan de Floyd Mayweather, Conor McGregor, y Muhammad Ali. Starr es buen amigo con Tyler Bate.

### Controversias
El 18 de junio de 2020, Starr fue acusado de violación y abuso sexual por una exnovia, lo que llevó a muchas empresas a cortar lazos con él y/o despojarlo de sus títulos como parte del movimiento #SpeakingOut.

## En lucha
- Movimientos finales
  - Best Damn Leg Move (Kneeling inverted sharpshooter)
  - Blackheart Buster (Brainbuster onto his knee)
  - JML Driver 104 (Crucifix bomb transitioned into a front-flip piledriver)
  - Product Placement (Bridging package German suplex)
  - Roaring Elbow (Discus elbow smash)
- Movimientos de firma
  - Cherry Mint DDT (Rope-Hung DDT onto the ring apron)
  - Han Stansen (Clothesline)
  - Running knife edge chop
  - Look At It (Crotch-first running hip attack to a seated opponent)
  - Product Recall (Discus lariat transitioned into a reverse STO to an opponent standing through the ropes)
- Apodos
  - "The Cream In Your Coffee"
  - "Your Favorite Wrestler's Favorite Wrestler"
  - "The Jewish Cannon"
  - "The Physical Embodiment of Charisma"
  - "The Most Entertaining Man in Pro Wrestling"
  - "The Bernie Sanders of Professional Wrestling"
  - "The Best of the Best"
  - "Mr. Americanrana"
  - "Davey Wrestling"
  - "The 104 Minute Man"
  - "The Main Event"
  - "He's Really Good at Twitter"
  - "The King Of Taunts"
  - "The Product"

## Campeonatos y logros
- AAW Professional Wrestling
  - AAW Tag Team Championship (1 vez) - con Eddie Kingston y Jeff Cobb[42]

- Combat Zone Wrestling
  - CZW World Heavyweight Championship (1 vez)
  - CZW World Tag Team Championship (1 vez) con JT Dunn[43][44]
  - Best of the Best 17 (2018)

- Defiant Wrestling
  - Defiant World Championship (1 vez, último)[45]
  - No Regrets Rumble (2019)

- East Coast Pro Wrestling
  - ECPW Keystone Heavyweight Championship (1 vez)

- Full Impact Pro
  - FIP World Tag Team Championship (1 vez) con JT Dunn[46]

- International Pro Wrestling: United Kingdom
  - IPW:UK World Championship (1 vez)

- Kamikaze Pro
  - Relentless Division Championship (1 vez)

- New Horizon Pro Wrestling
  - NHPW Hi-Fi Championship (1 vez)[47]

- New York Wrestling Connection
  - NYWC Tag Team Championship (1 vez) con JT Dunn[48]

- Over The Top Wrestling
  - OTT World Championship (1 vez, actual)

- Pennsylvania Premiere Wrestling
  - PPW Heavyweight Championship (2 veces)[49][50]
  - PPW Heavyweight Championship Tournament (2013)[51]

- Progress Wrestling
  - Super Strong Style 16 (2019)

- Rockstar Pro Wrestling
  - Rockstar Pro Championship (1 vez)

- Revolution Pro Wrestling
  - RPW British Cruiserweight Championship (1 vez)

- Tier 1 Wrestling
  - Tier 1 Tag Team Championship (1 vez) con Mike Verna[52]

- Westside Xtreme Wrestling
  - wXw Shotgun Championship (3 veces)[53][54]
  - wXw World Tag Team Championship (1 veces) con Shane Strickland[55]
  - World Tag League (2016) con Shane Strickland[56]

- Women Superstars Uncensored
  - WSU Tag Team Championship (1 vez) con JT Dunn

- Xtreme Wrestling Alliance
  - XWA Heavyweight Championship (1 vez)

- Pro Wrestling Illustrated
  - Situado en el Nº197 en los PWI 500 de 2013[57]
  - Situado en el Nº264 en los PWI 500 de 2016[58]
  - Situado en el Nº307 en los PWI 500 de 2017[59]
  - Situado en el Nº247 en los PWI 500 de 2018[60]
  - Situado en el Nº99 en los PWI 500 de 2019[61]